# 第137回国会
第137回国会（だい137かいこっかい）とは、1996年（平成8年）9月27日に召集された臨時国会である。召集日の冒頭に衆議院が解散されたため、会期は召集日である9月27日の1日のみになった。

## 概要
1996年1月22日に召集された第136回国会（通常国会）で、自由民主党・日本社会党・新党さきがけの3党連立による橋本内閣は住宅金融専門会社（住専）の不良債権処理と、沖縄県の在日米軍用地の強制使用問題の解決という2つの政府懸案事項の解決に全力を注ぎつつも、一方で橋本龍太郎内閣総理大臣は、野党第一党の新進党や経済界などからは衆議院の早期解散を迫られ、他方で梶山静六内閣官房長官や中曽根康弘元首相を中心とする「連立解消・保保連合派」と野中広務幹事長代理や亀井静香組織広報本部長を中心とする「連立維持派」との党内バランスを取らざるを得ないという綱渡りの状態にあった。
住専の不良債権処理については新進党の妨害工作（衆議院予算委員会での予算案採決阻止のためのピケ戦術など）に遭いながらも、特定住宅金融専門会社の債権債務の処理の促進等に関する特別措置法（住専処理法）関連法案が会期末前日の6月18日に成立し、結果として国会会期のほとんどを住専問題の解決に費やさざるを得なくなった。
一方、沖縄県の米軍用地問題については、第136回国会の終了後、前年から続く、国が大田昌秀沖縄県知事を訴えた行政訴訟（沖縄代理署名訴訟）について、最高裁判所が8月28日に沖縄県の上告を棄却する判決を下した（国側勝訴の判決が確定）ことを受けて、9月10日に橋本首相と大田沖縄県知事が会談、9月13日に大田が強制使用手続きを進める考えを表明し、問題の打開・進展に繋げた。
こうして、政府懸案事項が一区切りついたことを受けて、橋本は衆議院の解散を決断。衆議院議員総選挙の「10月8日公示・20日投開票」を念頭に9月27日に国会を召集し、本会議冒頭で衆議院を解散した。なお、本国会には小沢一郎を代表者とする新進党議員27名の連名により、「所得税法及び消費税法の一部を改正する法律の一部を改正する法律案」「地方税法等の一部を改正する法律及び地方財政法の一部を改正する法律案」が提出されたが、審議しないまま廃案となった。
召集日当日の衆議院解散は、第1次佐藤内閣時代の1966年（昭和41年）12月27日に招集・即日解散された第54回国会（黒い霧解散）と、第2次中曽根内閣時代の1986年（昭和61年）6月2日に招集・即日解散された第105回国会（死んだふり解散）以来、10年ぶり3回目。

## 今国会の動き

### 召集前
- 6月19日 - 第136回国会会期末。
- 8月28日 - 沖縄代理署名訴訟で、国側勝訴の判決が確定。
- 8月20日-30日 - 橋本首相が中南米を公式訪問[7]。帰国後に解散への流れが強まったと言われている[8]。
- 9月20日 - 臨時会の招集を閣議決定。

### 会期中
- 9月27日 - 召集。
  - 午前の臨時閣議に於いて、日本国憲法第7条に基づく解散詔書を閣議決定。
  - 9時40分 - 参議院議院運営委員会を開催。
  - 10時 - 参議院本会議を開議。座席指定の後、ただちに休憩[9]。
  - 11時31分 - 衆議院議院運営委員会を開催。
  - 12時3分 - 衆議院本会議を開議。座席指定の後、解散詔書が土井たか子衆議院議長に届けられ、土井が詔書を読み上げ、衆議院解散。これにより、参議院も同時に閉会[9]。